# Uczenie głębokie

Uczenie głębokie w kontekście SI

Uczenie głębokie (ang. deep learning) – podkategoria uczenia maszynowego (ang. machine learning), polegająca na tworzeniu głębokich sieci neuronowych (sieci z wieloma poziomami neuronów). Techniki głębokiego uczenia mają za zadanie udoskonalić m.in. automatyczne przetwarzanie mowy, rozpoznawanie obrazów i przetwarzania języka naturalnego.
Jednymi z najbardziej popularnych architektur sieci neuronowych są sieci rekurencyjne, sieci konwolucyjne, sieci generatywne GAN czy transformer.
Wczesne formy sieci neuronowych były inspirowane metodami przetwarzania informacji i rozmieszczenia elementów komunikacji w układach narządów, szczególnie w mózgowiu człowieka, jednak aktualne sieci neuronowe nie skupiają się na modelowaniu funkcji mózgu i są postrzegane jako modele o niskim stopniu odwzorowania.

## Sposób działania

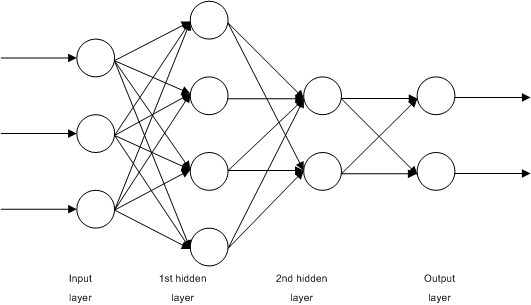
Sieć wielowarstwowa z tzw. ukrytymi warstwami

Sieci neuronowe są głębokie, ponieważ struktura tych sieci składa się z wielu warstw sztucznych neuronów. Proste sieci neuronowe można zaprojektować ręcznie tak, by konkretna warstwa wykrywała konkretne cechy, a uczenie się polega na ustaleniu odpowiednich wag. W dużych sieciach neuronowych proces głębokiego uczenia jest do pewnego stopnia samodzielny - to znaczy sieć nie jest projektowana pod wykrywanie konkretnych cech, lecz wykrywa je na podstawie przetwarzania odpowiednio oznaczonych zbiorów danych. Zarówno takie zbiory, jak i sam sposób działania sieci muszą być przygotowane przez specjalistów, ale cechy wykrywa już sam program. Dzięki temu możliwe jest przetworzenie wielkiej ilości danych, a sieć może automatycznie nauczyć się reprezentacji cech wyższego poziomu, co oznacza, że mogą one wykryć skomplikowane wzorce w danych wejściowych.

## Zastosowania

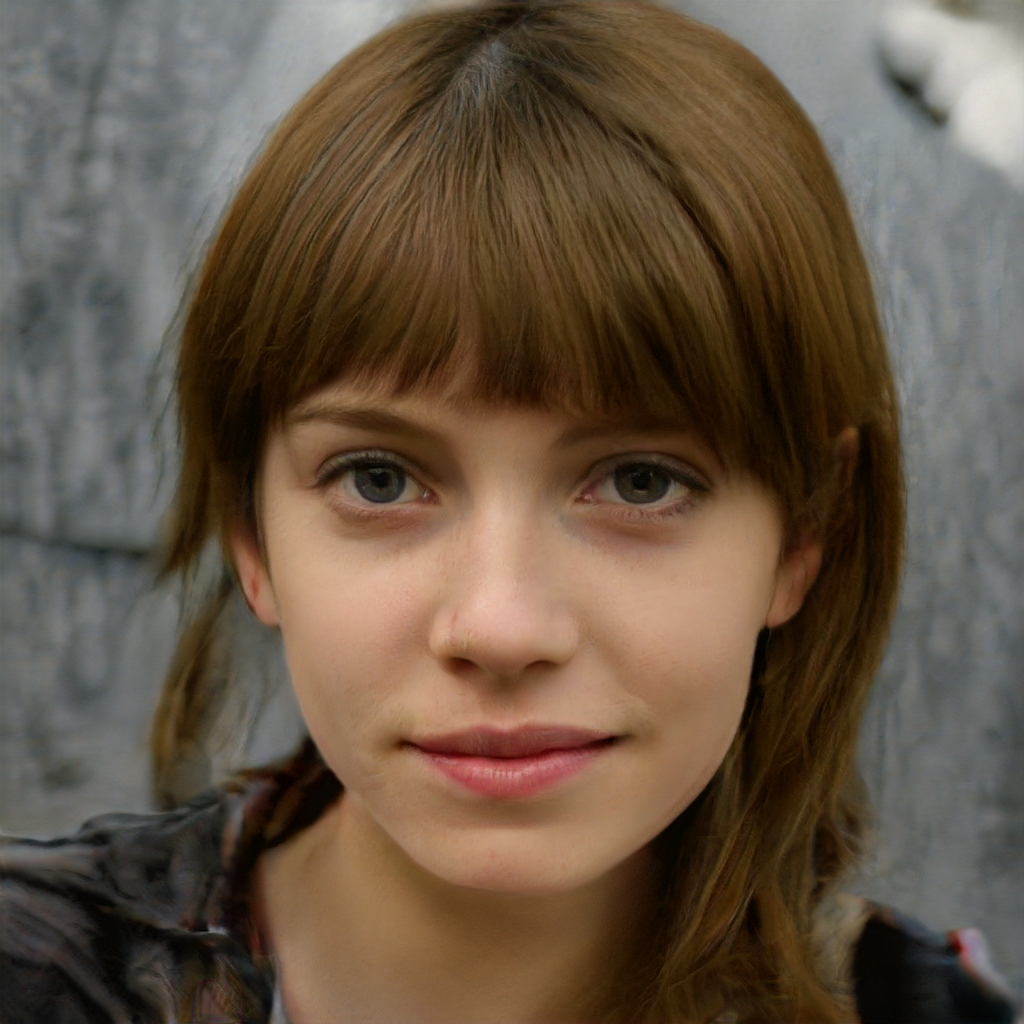
Obraz nieistniejącej osoby wygenerowany przez model bazujący na sieci GAN

- Automatyczne rozpoznawanie i przetwarzanie mowy na tekst[7][8].
- Przetwarzanie języka naturalnego, wykrywanie znaczeń i tłumaczenie na inny język[9][10].
- Rozpoznawanie obiektów na obrazach w tym na filmach (nadawanie etykiet i oznaczanie)[10]. W tym również analiza obrazu medycznego i diagnostyka[9][11].
- Bioinformatyka i projektowanie leków[12][11].
- Rekonstrukcja obrazu ze słabej jakości obrazku (powiększanie bez widocznej straty jakości, dodawanie kolorów)[10][13][14].
- Generowanie sztucznych obrazów i filmów (deepfake, wspomaganie pracy grafików)[10][15].
- Systemy rekomendacji (książki do przeczytania, filmy do obejrzenia, zakupy itp.)[9].
- Wykrywanie oszustw finansowych i innych anomalii w danych (np. zwalczanie dezinformacji i cyberbezpieczeństwo)[9][11].
- Automatyczni asystenci, obsługa hoteli i restauracji, czatboty[9].
- Automatyczne samochody i systemy wspomagające prowadzenie auta[9][10].